# Jože Zidar
Jože Zidar, slovenski smučarski skakalec, * 7. september 1927, Jesenice, † 25. december 2012.
Zidar je za Jugoslavijo nastopil na Zimskih olimpijskih igrah 1956 v Cortini d'Ampezzo, kjer je osvojil 22. mesto na srednji skakalnici. V letih 1953 in 1958 je štirikrat nastopil na tekmah turneje štirih skakalnic. 11. januarja 1953 je na tekmi v Bischofshofnu osvojil dvajseto mesto, 6. januarja 1958 pa na istem prizorišču še dvaindvajseto. V Planici je več kot dvajset let ob tekmovanjih skrbel za odskočno mizo ter dajal skakalcem znak, da se spustijo po zaletišču.